# Jan Erik Østergaard
Jan Erik Østergaard (Øster Nykirke, 20 februari 1961) is een voormalig wielrenner uit Denemarken die vooral actief was als mountainbiker. Hij vertegenwoordigde zijn vaderland bij de Olympische Spelen van 1996 in Atlanta, waar hij als achttiende eindigde op het onderdeel cross-country.

## Erelijst
1983
- 2e in 1e etappe Tour de la Province de Namur

1984
- 3e in Deense kampioenschappen, Cyclocross, Elite
- 3e in Deense kampioenschappen, Cyclocross, Amateurs

1985
- 2e in Deense kampioenschappen, Cyclocross, Elite
- 2e in Deense kampioenschappen, Cyclocross, Amateurs
- 2e in 5e etappe Tour de la Province de Namur

1990
- 1e in Leudelange, Cyclocross

1991
- 3e in GP Waregem, Beloften
- 3e in Leudelange, Cyclocross

1992
- 1e in Eindklassement Flèche du Sud
- 3e in Deense kampioenschappen, Cyclocross, Elite
- 3e in Deense kampioenschappen, Cyclocross, Amateurs

1993
- 2e in Deense kampioenschappen, Cyclocross, Elite
- 3e in Wereldkampioenschappen, Mountainbike, XC, Elite
- 2e in Deense kampioenschappen, Cyclocross, Amateurs
- 3e in Deense kampioenschappen, Mountainbike, XC, Amateurs

1995
- 1e in Mühlenbach, Cyclocross
- 2e in Deense kampioenschappen, Cyclocross, Elite
- 2e in WB-wedstrijd Madrid, Mountainbike
- 1e in WB-wedstrijd Boedapest, Mountainbike
- 2e in WB-wedstrijd Mammoth Lakes, Mountainbike
- 1e in  Deense kampioenschappen, Mountainbike, XC, Elite
- 1e in WB-wedstrijd Plymouth, Mountainbike
- 3e in Wereldkampioenschappen, Mountainbike, XC, Elite

1996
- 2e in GP Herning
- 2e in WB-wedstrijd Houffalize, Mountainbike
- 18e in Olympische Spelen, Mountainbike, XC, Elite

1997
- 3e in Deense kampioenschappen, Mountainbike, XC, Elite

1998
- 1e in Eindklassement Flèche du Sud
- 3e in Deense kampioenschappen, Mountainbike, XC, Elite

1999
- 1e in Leimentalrundfahrt
- 1e in 4e etappe Arden Challenge

2000
- 3e in GP Ostfenster
- 3e in Eindklassement Flèche du Sud
- 1e in 1e etappe Arden Challenge
- 1e in 3e etappe Arden Challenge

## Ploegen
- 1986 — Roland - Van de Ven (België)
- 1987 — Hitachi (België)
- 1988 — Isoglass - EVS - Robland - Galli (België)
- 1989 — Bleiker - Mondia (Zwitserland) vanaf 01-04
- 1990 — Bleiker (Zwitserland)
- 1991 — Bleiker (Zwitserland) vanaf 01-03
- 1992 — Individueel
- 1993 — Individueel
- 1994 — I.K.O. - Corratec (Zwitserland)
- 1995 — I.K.O. - Corratec (Zwitserland)
- 1997 — Team Corratec (Duitsland)
- 1999 — IKO - Corratec (Duitsland)
- 1999 — Team Fakta (Denemarken) vanaf 12-08

Assez ·
Bafcop ·
Criquielion ·
De Wolf ·
Devos ·
Dhaenens ·
Goffin (tot 27/02) ·
Haex ·
Ichikawa ·
Jacobs ·
Lamote ·
Lecrocq (tot 15/04) ·
Matthys ·
Meuwissen ·
Morjean ·
Olsen ·
Østergaard ·
Rogiers ·
Sawyer ·
Vandenbrande ·
Wampers ·
Wynants
Andresen ·
Foghmar · 
Hansen ·
C. Holm · 
M. Holm ·
Jonasson ·
Kristensen ·
Lohse ·
Nielsen · 
Sørensen · 
Østergaard